# Gonzalo Iglesias Fernández
Gonzalo Iglesias Fernández (Montevideo, Uruguay, 4 de agosto de 1993) es un baloncestista profesional uruguayo que se desempeña como ala-pívot en  el CB Sant Antoni de la LEB Plata, la tercera división española.

## Trayectoria

### Clubes
| Club               | País      | Año             |
| ------------------ | --------- | --------------- |
| Aguada             | Uruguay   | 2011 - 2013     |
| Capitol            | Uruguay   | 2013            |
| Aguada             | Uruguay   | 2013 - 2015     |
| Ciclista Juninense | Argentina | 2015            |
| Capitol            | Uruguay   | 2015            |
| Aguada             | Uruguay   | 2015 - 2017     |
| Bahía Basket       | Argentina | 2017 - 2018     |
| Defensor Sporting  | Uruguay   | 2018 - 2019     |
| Trouville          | Uruguay   | 2019 - 2022     |
| CB Clavijo         | España    | 2022 - 2023     |
| CB Sant Antoni     | España    | 2023 - Presente |

## Selección nacional
Iglesias Fernández es miembro de la selección de baloncesto de Uruguay desde 2017.

## Palmarés
| Año     | Título                                                                     |
| ------- | -------------------------------------------------------------------------- |
| 2012-13 | Campeón con Club Atlético Aguada de la Liga Uruguaya de Básquetbol 2012-13 |